# تاريخ الأوريقامي

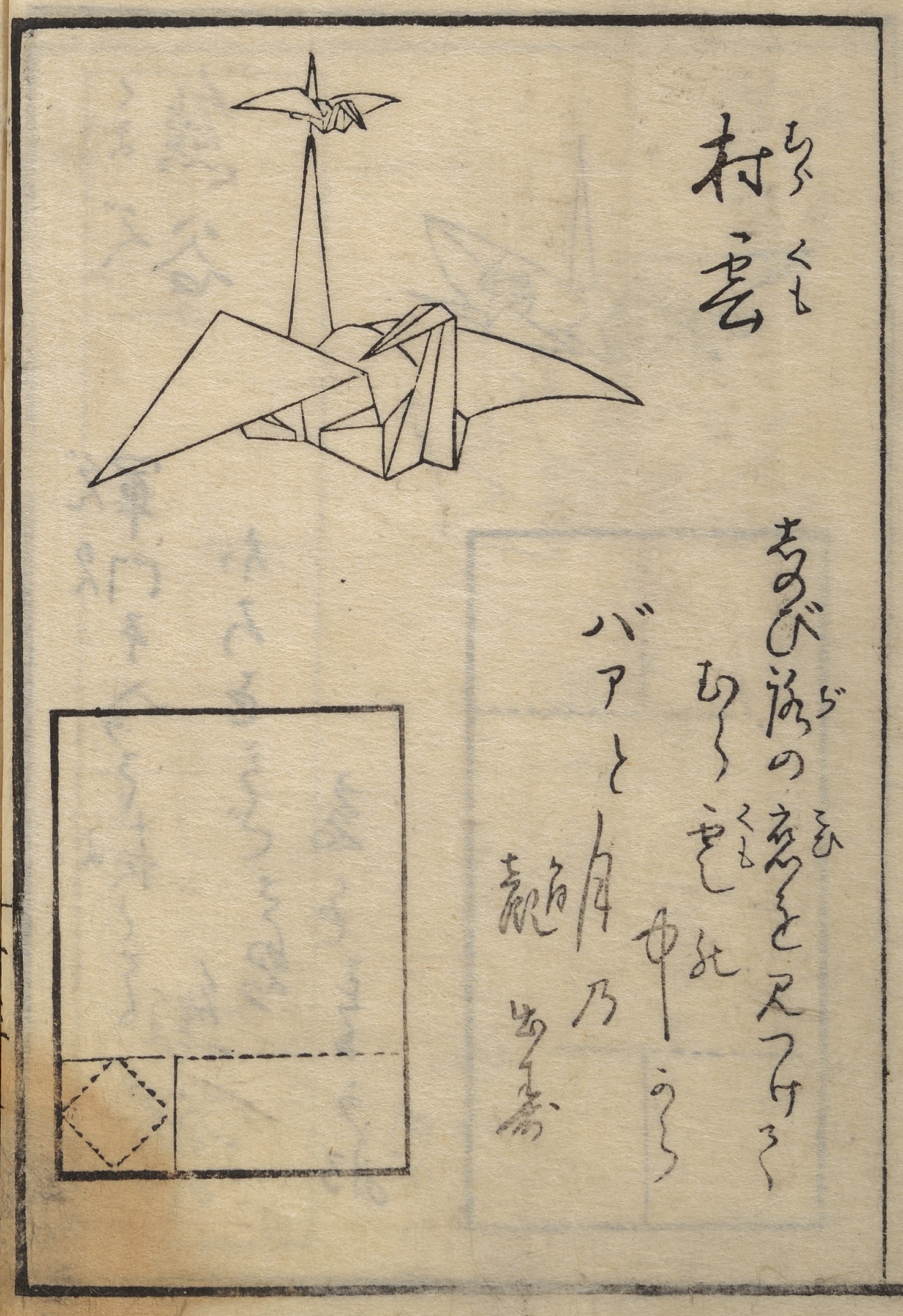
طريقة طي طائري الكركي الورقية المرتبطة معًا التي كُشف عنها في كتاب الأوريقامي (Hiden senbazuru orikata) الذي نُشر في اليام عام 1797.

ظهر تاريخ الأوريقامي بعد اختراع الورق حيث كان نتيجة لاستخدام الورق في المجتمع. وتوجد تقاليد طي الورق الحر في شرق آسيا وأوروبا، إلا أنه من غير الواضح ما إذا كانت تلك التقاليد نشأت منفصلة في كلا المنطقتين أم أن مصدرها مشترك.

## المنشأ والتصاميم التقليدية
كلمة «أوريقامي» (Origami) بحد ذاتها هي كلمة يابانية مركبة من كلمتين يابانيتين وهما: كلمة «أوري» (ori) -جذر للفعل «أورو» (oru)- وتعني طي، وكلمة «قامي» (kami) وتعني ورق. ولم تندرج جميع أشكال طي الورق تحت كلمة أوريقامي إلا مؤخرًا. وقدكان يسمى طي الورق سابقًا بعدة أسماء مثل أوريكاتا، وأوريسو، وأوريمونو، وتاتاميقامي، وغيرها. والسبب الدقيق في كون كلمة أوريقامي هي الأسم الشائع ما زال مجهولًا، ولكن أُشير بأن الكلمة قد تم استخدامها في الروضة وذلك لأن الحروف كانت سهلة الكتابة على الأطفال الصغار. والنظرية الآخرى هي أن كلمة «أوريقامي» كانت ترجمة مباشرة للكلمة الألمانية "Papierfalten"والتي أُدخلت لليابانية مع حركة رياض الأطفال في عام 1880م تقريبًا.
بدأ فن الأوريقامي الياباني في وقت ما بعدما أحضر الرهبان البوذيون الورق إلى اليابان خلال القرن السادس. فيعود تاريخ أول عمل أوريقامي ياباني لتلك الفترة، وقد اُستخدم للأغراض الاحتفالية الدينية فحسب نظرًا لغلاء سعر الورق حينها.
وقد ذكر الشاعر الياباني ايهارا سايكاكو الأوريقامي في قصيدة له من عام 1680م، فقد وصف فراشات الأوريقامي المستخدمة في حفلات زفاف الشينتو لتمثل العريس والعروس. وقد عُرف عن محاربي الساموراي تبادلهم الهدايا المزينة بالنوشي؛ هو رمز مصنوع من الورق المطوي يدل على الحظ الجيد. وهذا يشير إلى أن الأوريقامي أصبح اعتبارًا مهمًا في الاحتفالات اليابانية بحلول حقبة هاين (794م-1185م).
و نشر أول كتاب في فن الأوريقامي في اليابان في عام 1797م، وهذا الكتاب هو سينبازورو أوريكاتا (Senbazuru orikata) وتوجد العديد من قصص الأوريقامي في الثقافة اليابانية مثل: قصةآبي نو سيمي في صنعه لطائر ورقي وتحويله إياه لطائر حقيقي.
تعتبر صورة القارب الورقي الصغير في مخطوطة دائرة العالم (Tractatus de sphaera mundi)، وهي مخطوطة شرقية للعناصرالأساسية في علم الفلك، من عام 1490م أقدم برهان على فن طي الورق في أوروبا. كما يوجد برهان آخر وهو صندوق ورقي مقصوص ومطوي من عام 1440م. قد يكون طي الورق في الغرب نشأ من المغاربة في وقت سابق، ولكنه من غير المعروف إن كان قد اُكتشف بشكل مستقل أم أن المعرفة بالأوريقامي كانت من طريق الحرير، وهو عبارة عن مجموعة من الطرق المترابطة التي كانت تسلكها القوافل والسفن.
و يرجع سبب الاهتمام المتزايد الحديث بالأوريقامي إلى تصميم فنان الأوريقامي، أكيرا يوشيزاوا، للرموز التي تُستخدم في شرحطريقة طي نماذج الأوريقامي في عام 1954م. ويستخدم الآن نظام يوشيزاوا-راندلت (Yoshizawa-Randlett system) عالميًا. وقد أدت شعبية الأوريقامي اليوم إلى ظهور جمعيات الأوريقامي مثل جمعية الأوريقامي البريطانية والمنظمة الأمريكية للأوريقامي. وقد أُسست أول جماعة اجتماعية للأوريقامي في زاراقوزا بأسبانيا في الأربعينيات.
الكلمة الصينية لطي الورق هي «جوجي» (Zhe Zhi)، وقد أكد بعض الصينيون أن الأوريقامي اشتقاق تاريخي لطي الورق الصيني.

## التصاميم والابتكارات الحديثة

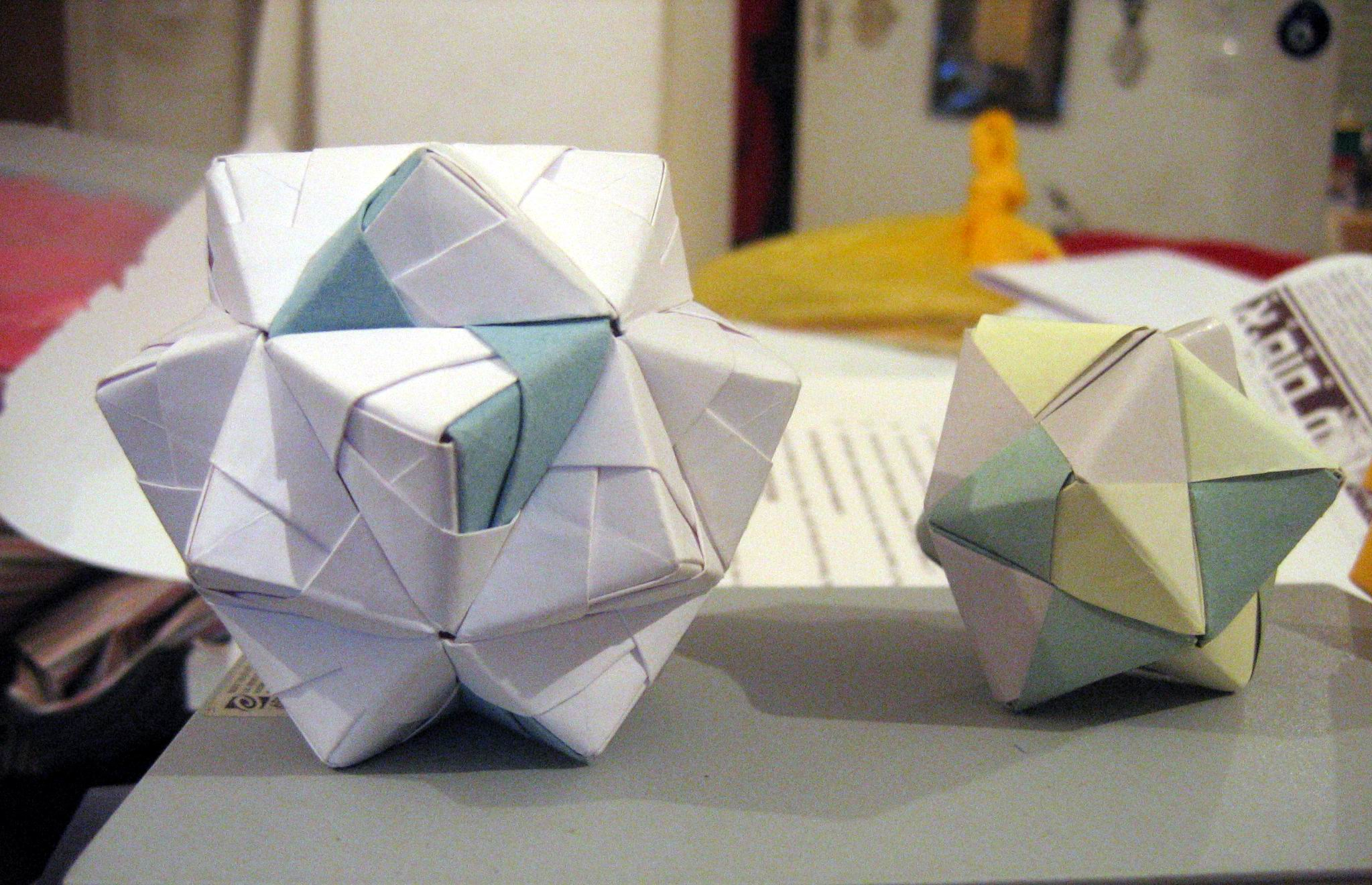
مثال على أوريقامي الوحدة

اكتشف فريديريك فروبل، مؤسس رياض الأطفال، في أوائل القرن التاسع عشر الميلادي أن حَزم الورق ونسجه وطيه وقصه يعتبرأحد الوسائل التعليمية لنو الطفل. وقد ظهرت المربعات الملونة الصغيرة، التي نعرفها اليوم بورق الأوريقامي، بانتشار نظام رياض الأطفال في أرجاء أوروبا وباقي دول العالم. وقد درّس الفنان جوزيف آلبرز، المؤسس لنظرية اللون الحديثة والفن التبسيطي (التقليلي)، الأوريقامي وطي الورق في العشرينيات والثلاثينيات في مدرسة باوهاوس المشهورة للتصميم. وقد تأثر بأسلوبه، الذي يشتمل على أوراق ذات شكل مستدير تُطوى لأشكال حلزونية ومقوسة، فنانو الأوريقامي الحديث مثل: كونيهكو كاساهارا.
ألهمت أعمال الفنان الياباني أكيرا يوشيزاوا، المبتكر لتصميمات الأوريقامي وكاتب كتب في الأوريقامي، النهضة الحرفية الحديثة.فقد ابتكر يوشيزاوا تقنية الطي الرطب وألف مجموعة الرموز الأولية لنظام يوشيزاوا-راندلت الذي طوره لاحقًا كلًا من روبرت هاربين وصموئيل راندلت. وقد رَوَج قيرشون ليقمان لأعماله، وذلك بحسب ما نُشر في كتب روبرت هاربين «سحر الورق» (Paper Magic) و«أسرار محترفي الأوريقامي» (Secrets of the Origami Masters) التي كَشفت عن العالم الواسع لطي الورق في منتصف الستينات.
استقطب فن الأوريقامي الحديث المعجبين من جميع أنحاء العالم بتصاميم أكثر تعقيدًا وتقنيات جديدة. وتعتبر تقنية الطي الرطب أحد هذه التقنيات، فهي عملية ترطيب الورق أثناء طيه مما يسمح بتكوين شكل أفضل في النتيجة النهائية. وهناك العديد من التقنيات المختلفة منها تقنية أوريقامي الوحدات؛ وهي عملية تجميع العديد من وحدات الأوريقامي لتكوين شكل كامل بغرض التزيين غالبًا. 
يتطلب نجاح طي نماذج الأريقامي المعقدة إلى ورق قوي ورقيق، أو ورق القصدير (ورق مخصص يُستعمل في فن الأوريقامي)، فالمواد خفيفة الوزن تسمح بعمل طبقات أكثر قبل أن يصبح النموذج سميك وغير عملي. ولقد تحرر فن الأوريقامي الحديث من تقنيات الماضي التقليدية في البناء، فأغلب النماذج الحديثة تستخدم تقنية الطي الرطب أو تُبنى من مواد آخرى غير الورق والقصدير. وقد ظهر جيل جديد لمبتكري الأوريقامي مع ازدياد شعبيته، فقد استخدم الجيل الجديد تقنيات التجعيد والتصاميم السلسة التي تستخدم في صنع الأقنعة الواقعية، والحيوانات، وغيرها من المظاهر الفنية التقليدية.

## ساداكو وطيور الكركي الألف
يعتبر طائر الكركي الياباني أحد أشهر تصاميم الأوريقامي. فهذا الطائر مبارك في الثقافة اليابانية. وتقول الأسطورة أن أي شخص يطوي ألف طائر كركي ورقي فستتحقق أمنيته. ولقد أصبح طائر الكركي المطوي بالورق (أوريزورو باليابانية) رمزًا على السلام وذلك بسبب فتاة يابانية صغيرة تدعى ساداكو ساساكي. تعرضت الطفلة ساداكو لإشعاع قنبلة هيروشيما الذرية عندما كانت رضيعة، وقد ترك ذلك ضرارًا محتمًا على حالتها الصحية. وقد أصبحت الفتاة لاحقًا أحد النجاة من القنبلة الذرية. وتوفت إثر إصابتها باللوكيميا عند بلوغها سن الثانية عشر في عام 1955م. لقد قررت الفتاة، بعدما سمعت بالأسطورة، أن تطوي ألف طائر كركي متمنية العيش. ولكنها أدركت لاحقًا بأنها لن تستطيع النجاة عند رؤيتها لموت الأطفال الآخرين في غرفتها، فتمنت عوضًا عن ذلك السلام للعالم ونهاية لتلك المعاناة.
تقول رواية آخرى أن ساداكو طوت 644 طائر قبل موتها، وأكمل بعد ذلك زملاء صفها طي الطيور المتبقية تكريمًا لصديقتهم. وقد دُفنت مع إكليل من الألف طائر ورقي تقديرًا لحلمها. وبما أن محاولتها لم تُطل حياتها، فقد دفع ذلك أصدقائها لبناء تمثال لها من الجرانيت في منتزه السلام التذكاري في هيروشيما. وهذا التمثال عبارة عن فتاة ممتدة اليد يطير من أطراف أصابعها طائر كركي ورقي. ويزين التمثال كل عام بآلآف الأكاليل ذات الألف طائر كركي ورقي. وتسمى مجموعة الألف طائر كركي ورقي باليابانية بالـ (سينبازورو).
مُثلت قصة ساداكو في العديد من الكتب والأفلام. وفي أحد النسخ الروائية، كتبت ساداكو بيت شعري (هايكو)، وهو:
سأكتب السلام على جناحيك، وستطير في أرجاء هذا العالم كي لا يموت الأطفال بتلك الطريقة بعد الآن

## اقرأ أيضًا
- History of paper
- Mathematics of paper folding
- Chinese paper folding
- David Lister